# خوان امادور سانچز
خوان امادور سانچز (انگلیسی: Juan Amador Sánchez؛ زادهٔ ۲۶ ژانویهٔ ۱۹۶۱) بازیکن سابق و مربی فوتبال اهل آرژانتین است.
از باشگاه‌هایی که در آن بازی کرده‌است می‌توان به باشگاه فوتبال ریور پلاته اشاره کرد.